# Randmeer
Randmeer (volný český překlad „Okrajové jezero“) je nizozemský souhrnný název pro vodní plochy obklopující dvojpolder Flevopolder, které ho oddělují od pevniny provincií Overijssel, Gelderland, Utrecht, Severní Holandsko a polderu Noordoostpolder. Jedná se o soustavu propojených jezer, které vznikly při budování polderů Oostelijk Flevoland a Zuidelijk Flevoland, v podstatě to jsou pozůstatky dřívějšího mořského zálivu Zuiderzee. Většina okrajových jezer figuruje na seznamu ramsarských mokřadů. 
Okrajová jezera společně s jezery IJsselmeer a Markermeer vznikla v rámci projektu Zuiderzeewerken, který spočíval v zahrazení mořského zálivu uzavírací hrází Afsluitdijk, vytvoření sladkovodního jezera a následném zahrázování a zapolderování části tohoto jezera. Význam okrajových jezer spočívá v tom, že oddělují vodní režim na nově vzniklých poldrech od vodního režimu okolní pevniny nizozemského pobřeží. U polderů Noordoostpolder a Wieringermeer, které byly zbudovány přímým navázáním na okolní pevninu, bylo pozorováno snížení hladiny podzemní vody na původním území, což vedlo k jeho vysoušení. Zachováním dostatečně široké vodní plochy mezi původním pobřežím a novým polderem zůstane vodní režim původního pobřežního území nepozměněný a vodní hospodářství polderu je zcela nezávislé. Tento princip byl použit právě u polderů Oostelijk Flevoland a Zuidelijk Flevoland.

## Přehled jezer
| - IJmeer - Gooimeer - Eemmeer - Nijkerkernauw - Nuldernauw |  | - Wolderwijd - Veluwemeer - Drontermeer - Vossemeer - Ketelmeer |